# Pawilon wystawowo-restauracyjny w starym Ogrodzie Zoologicznym w Poznaniu
Pawilon wystawowo-restauracyjny w Ogrodzie Zoologicznym w Poznaniu – pawilon usytuowany na terenie starego Ogrodu Zoologicznego od strony ul. Bukowskiej na Jeżycach w Poznaniu.

## Historia
Obiekt wybudowano około 1905 roku, jako pawilon wystawowy. Został wzniesiony według projektu architekta Paula Pitta. Służył także jako piwiarnia (niem. Bierhalle) i restauracja.
Pawilon począwszy od 3 maja 1921 roku, kiedy otwarto w nim salon sztuki prowadzony przez grupę artystów „Świt”, nazywany także „Pałacem Sztuki”, do początku marca 1924 roku, kiedy poinformowano o jego zamknięciu, pełnił funkcję salonu wystawowego Stowarzyszenia Artystów Plastyków „Świt”.
W 1924 roku do pawilonu przeniesiono zbiory przyrodnicze Muzeum im. Mielżyńskich i Muzeum Wielkopolskiego. Pawilon stał się siedzibą Muzeum Przyrodniczego, jako oddział przyrodniczy Muzeum Wielkopolskiego. W sali górnej ulokowano dział zoologiczny i botaniczny ze zbiorami ornitologicznymi i entomologicznymi. W dolnej sali natomiast zbiory z dziedziny geologii i mineralogii. Zbiory liczyły około 40 tys. okazów. 
Obecnie w budynku funkcjonuje Muzeum Wiedzy o Środowisku wraz z Instytutem Środowiska Rolniczego i Leśnego PAN.

## Opis
Dwupoziomowy budynek zbudowany na planie prostokąta nakryty został czterospadowym dachem z mocno wysuniętym okapem. Taras otaczający pawilon otoczony balustradą z balasami, łączyły z ogrodem zoologicznym dwa ciągi schodów. Elewację od strony ogrodu i obie boczne tworzyły wyoblone ryzality na osiach, przeszklone oknami dużych rozmiarów dzielonymi przez lizeny. Budynek uległ przebudowie i współcześnie dawne krańce tarasów stanowią obwód elewacji. 25 kwietnia 1978 roku pawilon został wpisany pod nr A201 wraz z zespołem starego Ogrodu Zoologicznego do rejestru zabytków nieruchomych województwa wielkopolskiego.  